# Люксембург на летних Олимпийских играх 1968
Люксембург принимал участие в Летних Олимпийских играх 1968 года в Мехико (Мексика) в двенадцатый раз за свою историю, но не завоевал ни одной медали. Сборная страны состояла из 5 спортсменов (3 мужчин и 2 женщины), которые соревновались в 5 видах спорта:
- лёгкая атлетика: спортивная ходьба на 20 км и на 50 км (мужчины) — Шарль Сова занял 19 и 16 место соответственно.
- велоспорт: индивидуальная гонка среди мужчин
- фехтование: рапиристка Колетт Флеш[англ.], в отборочной подгруппе победив в двух поединках и проиграв в четырёх, не вышла в следующий этап соревнований.
- стрельба: Нико Кляйн занял 30 место, набрав 543 очков в стрельбе из пистолета с 50 метров
- плавание: 100 метров брассом и 200 метров брассом среди женщин.